# História do Líbano

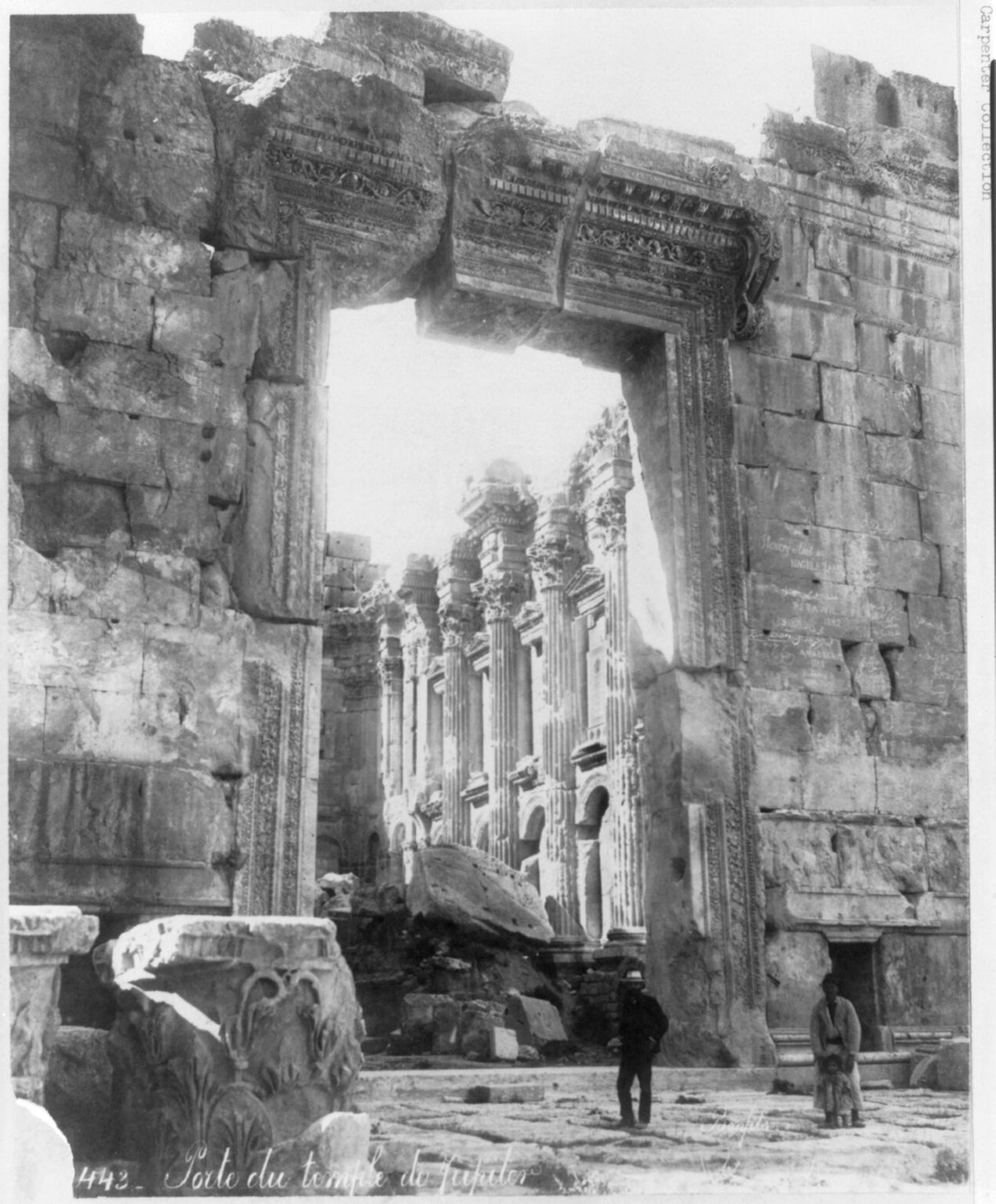
Templo de Baco, em Balbeque

## Antiguidade

### Os Fenícios
O território em que hoje se enquadra o Líbano entrou na história escrita por volta de 3 000 a.C. A sua faixa costeira era habitada por um povo semita, os Cananeus, aos quais os Gregos deram o nome de Fenícios, devido ao facto de venderem uma tinta púrpura (phoinikies) feita a partir de um molusco (o Bolinus brandaris) e conhecida como púrpura tíria.
A Fenícia não existia enquanto entidade política centralizada, já que se encontrava dividida em várias cidades-estado, como Tiro, Sidom e Biblos (conhecidas hoje como Sur, Saída e Jebail). Devido à natureza do território, os Fenícios voltaram-se para o mar, que usaram para desenvolver a actividade comercial. 
Biblos, uma das mais importantes cidades fenícias, mantinha relações com o Egito Antigo do tempo do Império Antigo, para onde exportava azeite, vinho e madeiras. 
As relações da Fenícia com o Egito foram interrompidas por volta do século XVII a.C., quando os Hicsos invadiram o país dos faraós. Depois de Amósis I, primeiro faraó da XVIII dinastia egípcia, ter expulso os Hicsos, iniciou-se um período de dominação egípcia sobre a Fenícia. 
A decadência do Egito a partir do século XIV a.C. permitiu à Fenícia reconquistar a sua independência no século XII a.C.. A cidade de Tiro emerge então como potência deste período, estabelecendo relações políticas com o reino de Israel (casamento do rei Acabe com a fenícia Jezabel).
Mestres na arte da navegação, os Fenícios viriam a fundar entrepostos comerciais na bacia do Mediterrâneo, em Chipre, no norte de África (Útica e Cartago) e na Península Ibérica (Cádis).

### Domínio da Assíria e Babilónia
Entre 875 e 608 a.C. as cidades fenícias perderam a sua independência para a Assíria, embora tivessem tentado reconquistá-la através de várias revoltas. Em meados do século VIII a.C. Tiro e Biblos revoltaram-se, mas Tiglate-Pileser III subjugou-as, impondo-lhes pesados tributos. No século VII a.C. Sidom revoltou-se, tendo sido completamente destruída por Assaradão; os seus habitantes foram escravizados. Sobre as ruínas de Sidom, Assaradão ordenou a construção de uma nova cidade. No fim do século VII a.C. a Assíria foi destruída pela nova potência da região, a Babilónia. 
As revoltas tornaram-se ainda mais comuns durante o período de dominação da Babilónia. Tiro protagonizou uma revolta, tendo resistido durante treze anos ao cerco imposto pelas tropas de Nabucodonosor II. O domínio babilônico terminou quando Ciro II conquistou a Babilónia em 539-38 a.C.

## Selêucidas e Romanos
Após a morte de Alexandre Magno em 323 a.C., o seu império seria dividido entre os seus generais. Num primeiro momento as cidades fenícias foram controladas pela Dinastia Ptolomaica do Egito, fundada por Ptolemeu I; a partir de cerca de 200 a.C. estas passaram para o domínio dos Selêucidas, que as mantiveram até à conquista romana de Pompeu em 64 a.C.
A Fenícia foi incluída na província romana da Síria. A cidade de Beirute foi alvo de um importante programa de obras públicas durante o reinado de Herodes, o Grande, tendo lhe sido atribuído o estatuto de colónia pelo imperador Augusto.
O Líbano é um dos quinze países contemporâneos que ocupam a região que é considerada o Berço da Humanidade. É a pátria histórica dos fenícios, negociantes semíticos cuja cultura marítima floresceu na região durante mais de 2 000 anos. 
Os Fenícios, organizados em várias cidade-estados expandiram o comércio marítimo através do Mediterrâneo e fundaram várias colonias ao longo do Norte da África, sendo a mais importante Cartago (atual Túnis). Cartago era uma colonia da cidade de Tiro, principal cidade fenícia em relação ao comércio marítimo. Quando Alexandre, O Grande cercou e tomou Tiro, a aristocracia da cidade fugiu para Cartago, que passou a ser o centro de seu Império. Dentre os feitos dos antigos Fenícios, está a invenção da escrita alfabética, que foi adaptada  pelos gregos e pelos próprios semitas e deu origem aos atuais alfabetos romano, grego, cirílico e arábico. 
Outro grande feito foi a Circunavegação fenícia da África, feita milhares de anos antes dos portugueses a terem feito. Após cair sob o domínio macedônio, o centro da cultura fenícia passou a ser Cartago, e a região perdeu boa parte de sua grande importância. Em 146 a.C. Cartago foi destruída pelo Império Romano durante a terceira Guerra Púnica, e a cultura fenícia foi dispersa tanto no Oriente Médio quanto no Norte da África(inclusive o próprio alfabeto Tuaregue, anterior aos Árabes, advém diretamente do alfabeto fenício). O Líbano, praticamente um protetorado dos impérios que o cercavam, cai sob o julgo Romano. 
Nesta época, na cidade de Berilos (atual Beirute) foi criada uma das maiores Faculdade de Direito do Império Romano. Com a divisão do Império, passa ao domínio bizantino. O império pouco se interessou com a região, que neste tempo havia sido convertida pela Igreja maronita (denominação católica majoritária até hoje no Líbano). 
Na Alta Idade Média foi tomada pelos Árabes e anexada à Síria. Sendo próxima à capital do Califado, Damasco, houve um desenvolvimento razoável na região. Durante as cruzadas, foi ocupado pelos cruzados, que estabeleceram capital em Trípoli e submeteram a Igreja Maronita à Igreja Católica Romana. Por funcionar com um sistema feudal, o Líbano foi rapidamente retomado pelos Árabes, e pouco depois, pelo Império Otomano.
Depois do colapso do Império Otomano que se seguiu à Primeira Guerra Mundial, a Liga das Nações atribuiu à França o mandato sobre as cinco províncias que compõem o Líbano actual.
A moderna constituição libanesa, delineada em 1926, especifica um balanço no poder político entre os grupos religiosos principais, nomeadamente entre os muçulmanos e os maronitas.
O país obteve a independência em 1943, e as tropas francesas retiraram em 1946. A história libanesa desde a independência tem sido marcada por períodos alternados de estabilidade política e convulsões, entremeados com a prosperidade adquirida pela posição de Beirute como um centro regional de finanças e negócios.